# Tanyptera brevipecten
Tanyptera brevipecten är en tvåvingeart som beskrevs av Alexander 1955. Tanyptera brevipecten ingår i släktet Tanyptera och familjen storharkrankar. Inga underarter finns listade i Catalogue of Life.